# Cherokee
Cherokee (slovensko Čeroki ali Čerokezi) so eno izmed avtohtonih ljudstev jugovzhodnih gozdov Združenih držav Amerike. Pred 18. stoletjem so bili zbrani v svojih domovinah, v mestih ob rečnih dolinah današnje jugozahodne Severne Karoline, jugovzhodnega Tennesseeja, jugozahodne Virginije, obrobja zahodne Južne Karoline, severne Georgieje in severovzhodne Alabame z lovišči v Kentuckyju, kar je skupaj obsegalo okoli 40.000 kvadratnih milj (ena mi² je 2,5899881 km².
Čerokeški jezik je del irokeške jezikovne skupine. V 19. stoletju je James Mooney, zgodnji ameriški etnograf, zabeležil ustno izročilo, ki je govorilo o tem, da se je pleme v starih časih preselilo na jug iz regije Velikih jezer, kjer so bili naseljeni drugi irokeški narodi. Vendar pa je antropolog Thomas R. Whyte, ki je pisal leta 2007, datiral razkol med ljudstvi kot zgodnejši. Verjame, da je bil izvor proto-irokeškega jezika verjetno v apalaški regiji, razkol med severnimi in južnimi irokeškimi jeziki pa se je začel pred 4.000 leti.
Do 19. stoletja so beli ameriški naseljenci Čerokeze jugovzhoda uvrstili med "Pet civiliziranih plemen" v regiji. Bili so agrarni, živeli so v stalnih vaseh in so začeli sprejemati nekatere kulturne in tehnološke prakse belih naseljencev. Razvili so tudi lasten pisni sistem.
Danes so tri čerokeška plemena zvezno priznana: Združena skupina Keetoowah Indijancev Čeroki (UKB) v Oklahomi, Narod Čeroki (CN) v Oklahomi in Vzhodna skupina Indijancev Čeroki (EBCI) v Severni Karolini.
Narod Čeroki ima več kot 300.000 plemenskih državljanov, kar ga uvršča med največja od 574 zvezno priznanih plemen v Združenih državah Amerike. Poleg tega številne skupine trdijo, da imajo čerokeško poreklo in nekatere od teh so priznane na državni ravni.Ocenjuje se, da se je na popisu prebivalstva ZDA za Cherokeeje izreklo več kot 819.000 ljudi; večina jih ni vpisanih državljanov nobenega plemena.
Od treh zvezno priznanih plemen Cherokee imata Cherokee Nation in UKB sedež v Tahlequah, Oklahoma in večina njunih državljanov živi v tej zvezni državi. UKB so večinoma potomci "starih naseljencev", imenovanih tudi Zahodni Cherokee: tistih, ki so se preselili iz jugovzhoda v Arkansas in Oklahomo okoli leta 1817, pred izselitvijo Indijancev. Povezani so s Cherokeeji, ki so bili pozneje prisilno preseljeni tja v 1830-ih v skladu z zakonom o izselitvi Indijancev. Vzhodna skupina Indijancev Cherokee se nahaja na zemljišču, znanem kot Qualla Boundary v zahodni Severni Karolini. Večinoma so potomci prednikov, ki so se upirali ali se izognili preselitvi in ostali na tem območju. Ker so se takrat odpovedali plemenskemu državljanstvu, so postali državljani zvezne države in ZDA. Konec 19. stoletja so se reorganizirali kot zvezno priznano pleme.

## Etimologija
Ime za ljudstvo Cherokee v jeziku Cherokee je Aniyvwiya (ᎠᏂᏴᏫᏯ, kar pomeni Glavni ljudje). Drugi endonim je Anigiduwagi (ᎠᏂᎩᏚᏩᎩ, kar pomeni Ljudje iz Kituwaha). Tsalagi Gawonihisdi (ᏣᎳᎩ ᎦᏬᏂᎯᏍᏗ) je ime Cherokee za jezik Cherokee.
Številne teorije, čeprav vse nedokazane, obstajajo o izvoru imena Cherokee. Morda je prvotno izhajalo iz enega od konkurenčnih plemen na tem območju.
Najzgodnejša španska transliteracija imena iz leta 1755 je zabeležena kot Tchalaque, vendar sega v poročila, povezana z odpravo Hernanda de Sota sredi 16. stoletja. Druga teorija je, da Cherokee izhaja iz besede Lower Creek Cvlakke ("chuh-log-gee"), saj so bili Creek tudi v tej gorati regiji.
Irokezi Petih narodov, zgodovinsko s sedežem v New Yorku in Pensilvaniji, imenovano Cherokee Oyata'ge'ronoñ (»prebivalci jamske dežele«). Možno je, da beseda Cherokee izvira iz besede Muscogee jezika, ki pomeni »ljudje različnega govora«, ker sta oba naroda govorila različne jezike. Jack Kilpatrick to idejo zavrača in ugotavlja, da verjame, da ime izvira iz besede Cherokee tsàdlagí, kar pomeni »odvrnil se je«.

## Izvor
Antropologi in zgodovinarji imajo dve glavni teoriji o izvoru Cherokeejev. Ena je, da so se Cherokeeji, ljudje, ki so govorili irokeški jezik, preselili v južno Apalačijo iz severnih območij okoli Velikih jezer, skupaj z drugimi irokeško govorečimi ljudstev jugovzhoda, kot so Tuscarora iz Karolin ter Meherrin in Nottaway iz Virginije. Druga teorija je, da so bili Cherokeeji na jugovzhodu že tisoče let in da se je proto-irokeščina razvila tam namesto na severu.
Prvo teorijo podpirajo zabeleženi pogovori starešin Cherokeejev, ki jih je v poznem 19. stoletju posnel etnograf James Mooney, ki so pripovedovali o ustnem izročilu svojega ljudstva, ki se je v starih časih selilo na jug iz regije Velikih jezer. Zasedli so ozemlja, kjer so ljudje v zgodnejšem obdobju Woodland gradili zemeljske ploščadi.
Verjame se, da so ljudje iz srednjega obdobja Woodland predniki zgodovinskih Cherokeejev in so zasedali današnjo zahodno Severno Karolino, približno od 200 do 600 n. št. Verjame se, da so zgradili tako imenovani "Biltmore Mound", najden leta 1984 južno od reke Swannanoa na posestvu Biltmore, ki ima številna indijanska najdišča.
Drugi predniki Cherokeejev so del poznejše faze Pisgah južnoapalaške misisipijske kulture, regionalne različice misisipijske kulture, ki je nastala okoli leta 1000 in trajala do leta 1500 n. št. Med večino specialistov za arheologijo in antropologijo jugovzhoda obstaja soglasje o teh datumih. Toda Finger pravi, da so predniki ljudstva Cherokee živeli v zahodni Severni Karolini in vzhodnem Tennesseeju veliko dlje. Dodatne gomile so zgradili ljudje v tej kulturni fazi. Običajno so imela mesta v tej regiji eno ploščad in so služila kot politično središče za manjše vasi.

## Domovina
Cherokee so zasedali številna mesta po rečnih dolinah in gorskih grebenih svojih domovin. Kar so imenovali Spodnja mesta, so se nahajala v današnjem zahodnem okrožju Oconee v Južni Karolini, ob reki Keowee (v spodnjem delu imenovana reka Savannah). Glavno mesto Spodnjih mest je bilo Keowee. Druga mesta Cherokeejev ob reki Keowee so vključevala Estatoe in Sugartown (Kulsetsiyi), ime, ki se je ponavljalo tudi na drugih območjih.
V zahodni Severni Karolini so se tako imenovana Dolinska, Srednja in Zunanja mesta nahajala ob glavnih rekah Tuckasegee, zgornjem delu reke Little Tennessee, Hiwasee, French Broad in drugih sistemih. Overhill Cherokee so zasedali mesta ob spodnjem delu reke Little Tennessee in zgornjem delu reke Tennessee na zahodni strani Apalaških gora, v današnjem jugovzhodnem Tennesseeju.

### Kmetijstvo
V poznem arhaičnem obdobju v Amerikah in obdobju gozdov so domorodci v regiji začeli gojiti rastline, kot so močvirski bezeg, jagnječja trava, prašičja trava, sončnice in nekatere avtohtone buče. Ljudje so ustvarjali nove umetniške oblike, kot so školjčni gorgeti, sprejeli nove tehnologije in razvili dodelan cikel verskih obredov.
V obdobju kulture Mississippija (1000 do 1500 n. št. v regionalni različici, znani kot južnoapalaška kultura Mississippija) so lokalne ženske razvile novo sorto koruze, imenovano vzhodna trda koruza. Ta je bila zelo podobna sodobni koruzi in je dajala večje pridelke. Uspešno gojenje presežkov koruze je v tem obdobju omogočilo vzpon večjih, kompleksnejših poglavarstev, ki so jih sestavljale številne vasi in koncentrirano prebivalstvo. Koruza je postala cenjena med številnimi ljudstvi v verskih obredih, zlasti v obredu zelene koruze.

## Zgodnja kultura
Velik del tega, kar je znano o domorodnih ameriških kulturah pred 18. stoletjem, izvira iz zapisov španskih odprav. Najzgodnejše iz sredine 16. stoletja so naletele na ljudstva iz obdobja kulture Mississippija, ki so bili predniki plemen, ki so se pojavila na jugovzhodu, kot so Cherokee, Muscogee (Creek), Cheraw in Catawba. Natančneje leta 1540–41 je španska odprava pod vodstvom Hernanda de Sota prečkala današnjo Južno Karolinsko in nadaljevala v zahodno Severno Karolinsko ter v tisto, kar velja za deželo Cherokeejev. Španci so zabeležili, da so ljudje Chalaque živeli okoli reke Keowee, kjer se srečajo zahodna Severna Karolina, Južna Karolina in severovzhodna Georgia. Cherokeeji menijo, da je to območje del njihovih domovin, ki so se raztezale tudi v jugovzhodni Tennessee.
Nadalje proti zahodu je De Sotova odprava obiskala vasi v današnji severozahodni Georgiji in jih zabeležila kot takrat pod vladavino poglavarstva Coosa. Verjame se, da je to poglavarstvo prednik ljudstva Muscogee Creek, ki se je razvilo kot ljudstvo, ki govori muskogejsko in ima značilno kulturo.
Leta 1566 je ekspedicija Juana Parda je potovala od obale današnje Južne Karoline v notranjost, ter v zahodno Severno Karolino in jugovzhodni Tennessee. Zabeležil je srečanje z ljudmi, ki so govorili čerokejščino in so ga obiskali, medtem ko je bival pri poglavarstvu Joara (severno od današnjega Morgantona v Severni Karolini). Zgodovinski Catawba so kasneje živeli na tem območju zgornje reke Catawba. Pardo in njegove sile so prezimile v Joari, kjer so leta 1567 zgradili Fort San Juan.
Njegova ekspedicija je nadaljevala v notranjost, pri čemer je zabeležila vasi blizu sodobnega Ashevillea v Severni Karolini in drugih krajev, ki so del domovine Čerokejev. Po besedah antropologa Charlesa M. Hudsona je Pardojeva ekspedicija zabeležila tudi srečanja z ljudmi, ki so govorili muskogeanske jezike, v Chiahi v jugovzhodnem sodobnem Tennesseeju.

## Jezikoslovne študije
Jezikoslovne študije so bile še en način, kako so raziskovalci preučevali razvoj ljudi in njihovih kultur. Za razliko od večine drugih domorodnih ameriških plemen na jugovzhodu Amerike na začetku zgodovinskega obdobja, so Čerokeji in Tuscarora govorili irokeške jezike. Ker je bila regija Velikih jezer ozemlje večine govorcev irokeških jezikov, so znanstveniki teoretizirali, da sta se tako Čerokeji kot Tuscarora preselila na jug iz te regije. Ustno izročilo Čerokejev podpira njihovo selitev iz Velikih jezer.
Jezikoslovna analiza kaže razmeroma veliko razliko med čerokejščino in severnimi irokeškimi jeziki, kar kaže, da so se preselili že davno. Znanstveniki predpostavljajo razkol med skupinami v daljni preteklosti, morda pred 3.500–3.800 leti. Glotokronološke študije kažejo, da se je razkol zgodil med približno 1500 in 1800 pr. n. št. Čerokeji pravijo, da je starodavna naselbina Kituwa na reki Tuckasegee njihova prvotna naselbina na jugovzhodu. Prej je bila sosednja in je zdaj del Qualla Boundary (osnova zvezno priznanega Vzhodnega plemena Čerokejev) v Severni Karolini.
Po besedah Thomasa Whytea, ki predpostavlja, da se je proto-irokeščina razvila v Apalačih, sta se Čeroki in Tuscarora odcepili na jugovzhodu od glavne skupine irokeških govorcev, ki so se preselili na sever v območje Velikih jezer. Tam so se v zgodovinskih časih Evropejci srečali z večjim številom irokeško govorečih plemen.

### Drugi viri zgodnje zgodovine Čerokejev
V tridesetih letih 19. stoletja je ameriški pisatelj John Howard Payne obiskal Čerokeje, ki so takrat živeli v Georgiji. Zapisal je, kar so mu povedali o čerokejski kulturi in družbi pred 19. stoletjem. Na primer, Payneovi dokumenti opisujejo pripoved čerokejskih starešin o tradicionalni dvodelni družbeni strukturi. "Bela" organizacija starešin je predstavljala sedem klanov. Kot je povedal Payne, je bila ta skupina, ki je bila dedna in duhovniška, odgovorna za verske dejavnosti, kot so zdravljenje, očiščevanje in molitev. Druga skupina mlajših moških, "rdeča" organizacija, je bila odgovorna za vojskovanje. Čerokeji so vojskovanje imeli za onesnaževalno dejavnost.
Raziskovalci so razpravljali o razlogih za spremembo. Nekateri zgodovinarji menijo, da je upad duhovniške moči izviral iz upora Čerokejev proti zlorabam duhovniškega razreda, znanega kot Ani-kutani. Etnograf James Mooney, ki je v poznih 1880-ih preučeval in se pogovarjal s Čerokeji, je bil prvi, ki je upad nekdanje hierarhije povezal s tem uporom. V času, ko je Mooney preučeval ljudi v poznih 1880-ih, je bila struktura čerokejskih verskih praktikantov bolj neformalna, bolj temelječa na individualnem znanju in sposobnostih kot na dednosti.
Drug pomemben vir zgodnje kulturne zgodovine so materiali, ki so jih v 19. stoletju napisali didanvwisgi (ᏗᏓᏅᏫᏍᎩ), čerokejski zdravilci, po Sequoyahovi ustvaritvi čerokejske zlogovne pisave v 1820-ih. Sprva so se samo didanvwisgi naučili pisati in brati takšne materiale, ki so veljali za izjemno močne v duhovnem smislu. Kasneje so zlogovno pisavo in spise na široko sprejeli čerokejski ljudje.

## Zgodovina

### 17. stoletje: Stik z Angleži
Leta 1657 je prišlo do nemirov v kolonija Virginija, ko so Rechahecrians ali Rickahockans, pa tudi siouanski Manahoac in Nahyssan prebili mejo in se naselili blizu slapov reke James, blizu današnjega Richmond, Virginija. Naslednje leto je združena sila angleških kolonistov in Pamunkey pregnala novince. Identiteta Rechahecrians je bila predmet številnih razprav. Zgodovinarji so opazili, da je ime zelo podobno tistemu, ki je bilo zabeleženo za Eriechronon ali Erielhonan, splošno znane kot pleme Erie, drugo irokeško govoreče ljudstvo, ki je živelo južno od Velikih jezer v današnji severni Pensilvaniji. To irokeško ljudstvo so leta 1654 pregnali z južne obale jezera Erie močni Irokezi Petih narodov, znani tudi kot Haudenosaunee, ki so iskali več lovišč za podporo svoji prevladi v trgovini z bobrovino. Antropolog Martin Smith je teoretiziral, da so se nekateri ostanki plemena po vojnah preselili v Virginijo (1986:131–32), kasneje pa so jih angleški kolonisti v provinci Karolina poznali kot Westo. Nekaj zgodovinarjev meni, da je bilo to pleme Čerokejev.
Virginski trgovci so pred koncem 17. stoletja razvili majhen trgovinski sistem s Čerokeji v Piemontu. Najzgodnejši zabeleženi virginski trgovec, ki je živel med Čerokeji, je bil Cornelius Dougherty ali Dority, leta 1690.

### 18. stoletje
Cherokee so v 1660-ih dali zatočišče skupini Shawneejev. Toda od 1710 do 1715 so se Cherokee in Chickasaw povezali z Britanci in se borili proti Shawneejem, ki so bili povezani s francoskimi kolonisti ter prisilili Shawneeje, da so se preselili proti severu.
Cherokee so se konec leta 1712 in v začetku leta 1713 borili z Yamaseeji, Catawba in Britanci proti Tuscaroram v drugi Tuscarorski vojni. Tuscarorska vojna je zaznamovala začetek britansko-cherokeejskega odnosa, ki je kljub občasnim prekinitev ostal močan večji del 18. stoletja. Z rastjo trgovine z jelenjo kožo so bili Cherokeeji cenjeni trgovinski partnerji, saj so bile jelenje kože iz hladnejših predelov njihovih gorskih lovišč boljše kakovosti kot tiste, ki so jih dobavljala nižinska obalna plemena, ki so bila sosedje angleških kolonistov.
Januarja 1716 so Cherokeeji umorili delegacijo voditeljev Muscogee Creek v mestu Tugaloo, kar je zaznamovalo njihov vstop v Yamaseejsko vojno. Ta se je končala leta 1717 z mirovnimi pogodbami med kolonijo Južne Karoline in Creeki. Sovražnosti in sporadični napadi med Cherokeeji in Creeki so se nadaljevali desetletja. Ti napadi so dosegli vrhunec v bitki pri Taliwi leta 1755, v današnjem Ball Groundu v Georgiji, s porazom Muscogeejev.
Leta 1721 so Cherokeeji odstopili ozemlja v Južni Karolini. Leta 1730 je v Nikwasiju, cherokeejskem mestu in najdišču kulture Mississippija, škotski pustolovec, sir Alexander Cuming, okronal Moytoya iz Tellica za "cesarja" Cherokeejev. Moytoy se je strinjal, da bo priznal kralja Jurija II. kot zaščitnika Cherokeejev. Cuming je uredil, da je sedem uglednih Cherokeejev, vključno z Attakullakullo, odpeljal v London v Anglijo. Tam je cherokeejska delegacija podpisala pogodbo iz Whitehalla z Britanci. Moytoyev sin, Amo-sgasite (Strašna voda), ga je poskušal naslediti kot "cesar" leta 1741, vendar so Cherokeeji izvolili svojega vodjo, Conocotocka (Starega Hmelja) iz Chote.
Politična moč med Cherokeeji je ostala decentralizirana, mesta pa so delovala avtonomno. Leta 1735 naj bi imeli Cherokeeji 64 mest in vasi, z ocenjeno bojno silo 6.000 mož. Leta 1738 in 1739 so med Cherokeeji izbruhnile epidemije črnih koz, saj niso imeli naravne odpornosti proti novi nalezljivi bolezni. Skoraj polovica njihovega prebivalstva je umrla v enem letu. Na stotine drugih Cherokeejev je storilo samomor zaradi izgub in iznakaženosti zaradi bolezni.
Britanski kolonialni častnik Henry Timberlake, rojen v Virginiji, je opisal ljudstvo Cherokee, kot ga je videl leta 1761:
Čerokezi so srednje postave, olivne barve, čeprav so na splošno poslikani, in njihova koža je obarvana s smodnikom, vtisnjenim vanjo v zelo lepih figurah. Lasje na glavi so obriti, čeprav si jih mnogi starejši ljudje izpulijo iz korenin, razen zaplate na zadnjem delu glave, približno dvakrat večje od kovanca, ki je okrašena z biseri, perjem, wampum, obarvanimi jelenovimi dlakami in podobnimi drobnarijami. Ušesa so razrezana in raztegnjena do ogromne velikosti, kar povzroča osebi, ki se podvrže operaciji, neverjetno bolečino, saj ne more ležati na nobeni strani skoraj štirideset dni. Da bi to odpravili, si na splošno razrežejo le eno naenkrat; takoj ko bolnik to prenese, si jo ovijejo z žico, da jo razširijo, in so okrašeni s srebrnimi obeski in prstani, ki jih nosijo tudi na nosu. Ta običaj prvotno ne pripada Čerokezem, ampak so ga prevzeli od Šavnejev ali drugih severnih narodov.

Tisti, ki si to lahko privoščijo, nosijo ovratnik iz wampuma, ki so kroglice, izrezane iz školjk, srebrno prsno ploščo in zapestnice na rokah in zapestjih iz iste kovine, kos blaga čez intimne dele, srajco angleške izdelave, nekakšne platnene škornje in mokasine (sic), ki so čevlji, značilni za Američane, okrašeni z bodicami ježevca; velik plašč ali lovska jakna, pregrnjena čez vse, dopolnjuje njihovo domačo obleko ...
Od 1753 do 1755 so izbruhnile bitke med Čerokezi in Muskogiji zaradi spornih lovišč v severni Georgiji. Čerokezi so zmagali v bitki pri Taliwi. Britanski vojaki so zgradili utrdbe v deželi Čerokezov, da bi se branili pred Francozi v Sedemletni vojni, ki se je bojevala po Evropi in se je na severnoameriški fronti imenovala Francoska in indijanska vojna. Med njimi je bil Fort Loudoun (Tennessee) blizu Chote na reki Tennessee v vzhodnem Tennesseeju. Med zaveznikoma so hitro nastala resna nesoglasja, kar je privedlo do Anglo-čerokeške vojne leta 1760.
Kraljeva proklamacija iz leta 1763 kralja Jurija III. je prepovedala britanske naselbine zahodno od apalaškega grebena, saj je njegova vlada poskušala zagotoviti določeno zaščito pred kolonialnim poseganjem Čerokezem in drugim plemenom, na katere so se zanašali kot zaveznike. Krona je ugotovila, da je bilo to pravilo težko uveljaviti pri kolonistih.
Od 1771 do 1772 so se naseljenci iz Severne Karoline naselili na čerokeških ozemljih v Tennesseeju in ustanovili "Združenje Watauga". Daniel Boone in njegova skupina so poskušali naseliti Kentucky, vendar so Shawnee, Delaware, Mingo in nekateri Čerokezi napadli izvidniško in lovsko skupino, ki je vključevala Boonejevega sina Jamesa Boonea in sina Williama Russella, Henryja, ki sta bila ubita v spopadu.
Leta 1776 so Čerokezi, zavezani s Shawneeji pod vodstvom Cornstalka, napadli naseljence v Južni Karolini, Georgiji, Virginiji in Severni Karolini v Drugi čerokeški vojni. Overhill Cherokee po imenu Nancy Ward, sestrična poglavarja "Dragging Canoeja", je opozarjala naseljence na bližajoče se napade. Pokrajinske milice so se maščevale in uničile več kot 50 mest Cherokeejev. Milica Severne Karoline je leta 1776 in 1780 napadla in uničila mesta Overhill v današnjem Tennesseeju. Leta 1777 so preživeli mestni voditelji Cherokeejev podpisali pogodbe z novimi državami.
Dragging Canoe in njegova skupina sta se naselila ob potoku Chickamauga blizu današnje Chattanooge v Tennesseeju, kjer so ustanovili 11 novih mest. Mesto Chickamauga je bilo njegovo glavno oporišče in kolonisti so njegovo celotno skupino imenovali Chickamauga, da bi jih ločili od drugih Cherokeejev. Od tu je vodil gverilsko vojno proti naseljencem, ki je trajala od leta 1776 do 1794. Te vojne so neformalno znane kot Cherokee-ameriške vojne, vendar to ni zgodovinski izraz.
Prva pogodba iz Tellico Blockhouse, podpisana 7. novembra 1794, je končno prinesla mir med Cherokeeji in Američani, ki so dosegli neodvisnost od britanske krone. Leta 1805 so Cherokeeji odstopili svoja ozemlja med rekama Cumberland in Duck (tj. planoto Cumberland) Tennesseeju.

#### Škoti (in drugi Evropejci) med Cherokeeji v 18. stoletju
Trgovci in britanski vladni agenti, ki so poslovali z južnimi plemeni na splošno in zlasti s Cherokeeji, so bili skoraj vsi škotskega porekla, mnogi so bili dokumentirani kot prihajajoči iz Škotskega višavja. Nekaj jih je bilo škotsko-irskih, angleških, francoskih in nemških. Mnogi od teh moških so se poročili z ženskami iz gostiteljskih plemen in ostali po koncu bojev. Nekateri njihovi mešani otroci, ki so bili vzgojeni v kulturah ameriških staroselcev, so kasneje postali pomembni voditelji med petimi civiliziranimi plemeni jugovzhodnih Združenih držav.
Med pomembnimi trgovci, agenti in begunskimi lojalisti med Cherokeeji so bili John Stuart, Henry Stuart, Alexander Cameron, John McDonald, John Joseph Vann (oče Jamesa Vanna), Daniel Ross (oče Johna Rossa), John Walker Sr., Mark Winthrop Battle, John McLemore (oče Boba), William Buchanan, John Watts (oče Johna Wattsa ml.), John D. Chisholm, John Benge (oče Boba Bengeja), Thomas Brown, John Rogers (Valižan), John Gunter (Nemec, ustanovitelj Gunter's Landinga), James Adair (Irec), William Thorpe (anglež) in Peter Hildebrand (Nemec), med mnogimi drugimi. Nekateri so dosegli častni status manjših poglavarjev in/ali članov pomembnih delegacij.
Nasprotno pa je bil velik del naseljencev, ki so posegali na ozemlja ameriških staroselcev, škotsko-irskih, Ircev iz Ulstra, ki so bili škotskega porekla in so bili del naselitve Ulstra. Tudi oni so ponavadi podpirali ameriško revolucijo. Toda v zaledju so bili tudi škotsko-irski lojalisti, kot je Simon Girty.

### 19. stoletje

#### Akulturacija
Cherokeejska ozemlja med rekama Tennessee in Chattahoochee so bila dovolj oddaljena od belih naseljencev, da so ostala neodvisna po Cherokee-ameriških vojnah. Trgovina z jelenjo kožo ni bila več izvedljiva na njihovih močno zmanjšanih ozemljih in v naslednjih nekaj desetletjih so prebivalci mlade "Cherokee Nation" začeli graditi novo družbo po vzoru belega južnega dela Združenih držav Amerike.
George Washington si je prizadeval 'civilizirati' jugovzhodne ameriške Indijance in sicer s programi, ki jih je nadzoroval indijanski agent Benjamin Hawkins. Cherokeje je spodbujal, naj opustijo skupno lastništvo zemlje in se naselijo na posameznih kmetijah, kar je olajšalo uničenje številnih indijanskih mest med ameriško revolucijo. Trgovina z jelenjimi kožami je pripeljala jelene na rob izumrtja in ko so bili uvedeni prašiči in govedo, so postali glavni viri mesa. Vlada je plemenom dobavljala kolovrate in bombažno seme, moške pa so učili ograjevati in orati zemljo, v nasprotju z njihovo tradicionalno delitvijo, kjer je bilo obdelovanje poljščin žensko delo. Američani so ženske učili tkati. Sčasoma jim je Hawkins pomagal postaviti kovačnice, mline in plantaže bombaža.
Cherokee so organizirali nacionalno vlado pod glavnimi poglavarji Little Turkey (1788–1801), Black Fox (1801–1811) in Pathkiller (1811–1827), vsi nekdanji bojevniki Dragging Canoe. 'Cherokee triumvirat' James Vann in njegova varovanca major Ridge in Charles R. Hicks so zagovarjali akulturacijo, formalno izobraževanje in sodobne metode kmetovanja. Leta 1801 so povabili moravske misijonarje iz Severne Karoline, da bi poučevali krščanstvo in 'umetnosti civiliziranega življenja'. Moravci in kasneje kongregacionalistčni misijonarji so vodili internate, izbrani študenti pa so se izobraževali na šoli "American Board of Commissioners for Foreign Missions" v Connecticutu.
Leta 1806 je bila zgrajena "Federal Road" iz Savannah, Georgia, do Knoxville, Tennessee, skozi ozemlje Cherokee. Poglavar James Vann je odprl gostilno, prenočišče in trajekt čez reko Chattahoochee ter zgradil plantažo bombaža na odcepu ceste iz Athens, Georgia do Nashvilla. Njegov sin 'Rich Joe' Vann je razvil plantažo na 800 akrov (3,2 km2), ki jo je obdelovalo 150 sužnjev. Bombaž je izvažal v Anglijo in imel je parnik na Tennessee River.
Cherokee so se združili z ZDA proti nativistični in pro-britanski frakciji "Red Stick" Zgornjih Creekov v "Creek War" med vojno leta 1812. Bojevniki Cherokee pod vodstvom Major Ridga so igrali pomembno vlogo pri zmagi generala Andrew Jacksona v Bitki pri Horseshoe Bend leta 1814. Major Ridge je preselil svojo družino v Rome, Georgia, kjer je zgradil veliko hišo, razvil veliko plantažo in upravljal trajekt na Oostanaula River. Čeprav se nikoli ni naučil angleščine, je poslal svojega sina in nečake v Novo Anglijo, da bi se izobraževali v misijonskih šolah. Njegov tolmač in varovanec poglavar John Ross, potomec več generacij žensk Cherokee in škotskih trgovcev s krznom, je zgradil plantažo in upravljal trgovsko podjetje ter trajekt v Ross' Landing (Chattanooga, Tennessee). V tem obdobju so se pojavile delitve med akulturirano elito in veliko večino Cherokee, ki so se držali tradicionalnih načinov življenja.
Okoli leta 1809 je Sequoyah začel razvijati pisno obliko jezika Cherokee. Ni govoril angleško, vendar so ga njegove izkušnje kot srebrnarja, ki je redno posloval z belimi naseljenci in kot bojevnika pri Horseshoe Bendu prepričale, da morajo Cherokee razviti pisavo. Leta 1821 je predstavil Cherokee zlogovnik, prvo pisno zlogovno obliko indijanskega jezika zunaj Srednje Amerike. Sprva so njegovo inovacijo nasprotovali tako tradicionalisti Cherokee kot beli misijonarji, ki so spodbujali uporabo angleščine. Ko je Sequoyah otroke učil brati in pisati z zlogovnikom, je dosegel tudi odrasle. Do leta 1820 so imeli Cherokee višjo stopnjo pismenosti kot belci okoli njih v Georgiji.
Leta 1819 so Cherokee začeli imeti seje sveta v New Townu, ob izvirih reke Oostanaula (blizu današnjega Calhoun, Georgia). Novembra 1825 je New Town postal glavno mesto naroda Cherokee in bil preimenovan v New Echota]], po glavnem mestu "Overhill Cherokee" Chota. Sprejet je bil Sequoyahov zlogovnik. Razvili so policijo, sodni sistem in nacionalni odbor.
Leta 1827 je narod Cherokee pripravil ustavo po vzoru Združenih držav, z izvršno, zakonodajno in sodno vejo ter sistemom zavor in ravnotežja. Dvonivojsko zakonodajno telo sta vodila Major Ridge in njegov sin John Ridge. Prepričana, da preživetje plemena zahteva angleško govoreče voditelje, ki bi se lahko pogajali z ZDA, je zakonodajno telo imenovalo Johna Rossa za glavnega poglavarja. V New Echoti sta tiskarno ustanovila misijonar iz Vermonta Samuel Worcester in nečak Majorja Ridgea Elias Boudinot, ki je prevzel ime svojega belega dobrotnika, vodje kontinentalnega kongresa in kongresnika iz New Jerseyja. Prevedla sta Biblijo v Cherokee zlogovnik. Boudinot je februarja 1828 objavil prvo izdajo dvojezičnega 'Cherokee Phoenix,' prvega indijanskega časopisa.

#### Obdobje preselitve
Pred končno preselitvijo v današnjo Oklahomo so se številni Cherokee preselili v današnji Arkansas, Missouri in Teksas. Med letoma 1775 in 1786 so se Cherokee, skupaj z ljudmi drugih narodov, kot so Choctaw in Chickasaw, začeli prostovoljno naseljevati ob rekah Arkansas in Red River.
Leta 1802 je zvezna vlada obljubila, da bo ukinila indijanske naslove na zemljišča, ki jih je zahtevala Georgia, v zameno za odstop zahodnih zemljišč Georgie, ki so postala Alabama in Mississippi. Da bi prepričala Cherokee, da se prostovoljno preselijo, je vlada ZDA leta 1815 ustanovila rezervat Cherokee v Arkansasu. Meje rezervata so se raztezale od severa reke Arkansas do južnega brega reke White River (Arkansas). Tam so se naselili Di'wali (The Bowl), Sequoyah, Spring Frog in Tatsi (Dutch) s svojimi skupinami. Ti Cherokeeji so postali znani kot "Stari naseljenci."
Cherokeeji so se sčasoma do leta 1816 preselili vse do severa Missouri Bootheela. Živeli so pomešani med Delawari in Shawneeji tega območja. Število Cherokeejev na ozemlju Missourija se je hitro povečalo, z 1.000 na 6.000 v naslednjem letu (1816–1817), glede na poročila guvernerja Williama Clarka. Povečani konflikti z Osage plemenom so privedli do bitke pri Claremore Moundu in končne ustanovitve Fort Smitha v Arkansasu med skupnostmi Cherokee in Osage. V pogodbi iz St. Louisa (1825) so bili Osage prisiljeni "odstopiti in se odpovedati Združenim državam vsem svojim pravicam, naslovom, interesom in zahtevam do zemljišč, ki ležijo znotraj države Missouri in ozemlja Arkansas ...", da bi naredili prostor za Cherokeeje in Mashcoux, Muscogee Creeke. Še pozimi 1838 so Cherokeeji in Creeki, ki so živeli na območjih Missourija in Arkansasa, zaprosili vojno ministrstvo, naj odstrani Osage z območja.
Skupina tradicionalistov Cherokeejev, ki jo je vodil Di'wali, se je leta 1819 preselila v španski Teksas. Naselili so se blizu Nacogdochesa v Teksasu, kjer so jih mehiške oblasti sprejele kot potencialne zaveznike proti anglo-ameriškim kolonistom. Teksaški Cherokeeji so bili večinoma nevtralni med teksaško vojno za neodvisnost. Leta 1836 so podpisali pogodbo s teksaškim predsednikom Samom Houstonom, posvojenim članom plemena Cherokee. Njegov naslednik Mirabeau Lamar je leta 1839 poslal milico, da jih izseli.

##### Pot solz (Trail of Tears)
Po vojni leta 1812 in sočasni vojni Red Stick je vlada ZDA prepričala več skupin Cherokeejev k prostovoljni preselitvi na ozemlje Arkansasa. To so bili "Stari naseljenci", prvi Cherokeeji, ki so se odpravili na območje, ki bo sčasoma postalo indijansko ozemlje (današnja Oklahoma). To prizadevanje je vodil indijanski agent Return J. Meigs Sr. in je bilo dokončano s podpisom pogodbe Jackson in McMinn, ki je Starim naseljencem podelila nesporno lastništvo nad zemljišči, določenimi za njihovo uporabo.
V tem času se je Georgija osredotočila na odstranitev sosedov Cherokeejev, Lower Creekov. Guverner Georgie George Troup in njegov bratranec William McIntosh, poglavar Lower Creekov, sta leta 1825 podpisala pogodbo iz Indian Springsa, s katero sta odstopila zadnja zemljišča Muscogee (Creek), ki jih je zahtevala Georgia. Severozahodna meja države je dosegla Chattahoochee River, mejo naroda Cherokee. Leta 1829 je bilo zlato odkrito v Dahlonegi v Georgiji, na zemljišču Cherokeejev, ki ga je zahtevala Georgia. Zlata mrzlica v Georgiji je bila prva v zgodovini ZDA in državni uradniki so zahtevali, da zvezna vlada izžene Čerokeze. Ko je bil leta 1829 Andrew Jackson inavguriran za predsednika, je Georgia dobila močnega zaveznika v Washingtonu. Leta 1830 je kongres sprejel "Zakon o odstranitvi Indijancev", ki je dovoljeval prisilno preselitev ameriških Indijancev vzhodno od Misisipija na novo indijansko ozemlje.
Jackson je trdil, da je politika odstranjevanja poskus preprečiti izumrtje Čerokezov kot ljudstva, kar je po njegovem mnenju usoda, ki so jo doživeli "...Mohegan, Narragansett in Delaware". Vendar pa obstajajo številni dokazi, da so se Čerokezi prilagajali sodobnim kmetijskim tehnikam. Sodobna analiza kaže, da je bilo območje na splošno v stanju gospodarskega presežka in bi lahko sprejelo tako Čerokeze kot nove naseljence.
Čerokezi so svoje pritožbe predložili v sodno presojo ZDA, ki je postavila precedens v indijanski deželi. John Ross je odpotoval v Washington, D.C., in si pridobil podporo voditeljev Nacionalne republikanske stranke Henryja Claya in Daniela Webstra. Samuel Worcester je lobiral v imenu Čerokezov v Novi Angliji, kjer je njihovo zadevo prevzel Ralph Waldo Emerson (glej Emersonovo pismo Martinu Van Burenu iz leta 1838). Junija 1830 je delegacija pod vodstvom poglavarja Rossa branila pravice Čerokezov pred Vrhovnim sodiščem ZDA v zadevi Cherokee Nation proti Georgia.
Leta 1831 je milica Georgie aretirala Samuela Worcestra zaradi bivanja na indijanskih zemljiščih brez državnega dovoljenja in ga zaprla v Milledgeville, Georgia. V zadevi Worcester proti Georgia (1832) je Vrhovno sodišče ZDA, vrhovni sodnik John Marshall, razsodilo, da so ameriški indijanski narodi "ločene, neodvisne politične skupnosti, ki ohranjajo svoje prvotne naravne pravice," in so upravičeni do zvezne zaščite pred dejanji državnih vlad, ki so kršile njihovo suverenost. Worcester proti Georgia velja za eno najpomembnejših sodnih odločb v pravu, ki se nanaša na domorodce Amerike.
Jackson je ignoriral odločitev Vrhovnega sodišča, saj je moral pomiriti južni sekcionalizem v času "Kriza carinskih stopenj". Njegova prepričljiva ponovna izvolitev leta 1832 je spodbudila pozive k odstranitvi Čerokezov. Georgia je prodala čerokeška zemljišča svojim državljanom na zemljiški loteriji državna milica pa je zasedla New Echota. Nacionalni svet Čerokezov, ki ga je vodil John Ross, je pobegnil v Red Clay, oddaljeno dolino severno od ozemeljskih zahtev Georgie. Ross je imel podporo čerokeških tradicionalistov, ki si niso mogli predstavljati odstranitve iz svojih prednikov.
Majhna skupina, znana kot "Ridge Party" ali "Treaty Party", je preselitev videla kot neizogibno in verjela, da mora narod Čerokezov skleniti najboljši dogovor za ohranitev svojih pravic na indijanskem ozemlju. Pod vodstvom Majorja Ridgea, Johna Ridgea in Eliasa Boudinota so predstavljali čerokeško elito, katere domovi, plantaže in podjetja so bili zaplenjeni ali ogroženi s strani belih priseljencev z zemljiškimi naslovi Georgie. Z kapitalom za pridobitev novih zemljišč so bili bolj nagnjeni k sprejetju preselitve. 29. decembra 1835 je "Ridge Party" podpisala "Pogodbo iz New Echote", ki je določala pogoje za odstranitev naroda Cherokee. V zameno za njihovo zemljo so Cherokeejem obljubili veliko območje na Indijanskem ozemlju, 5 milijonov dolarjev in 500.000 dolarjev za izboljšave na njihovih novih zemljiščih.
John Ross je zbral več kot 15.000 podpisov za peticijo ameriškemu senatu, v kateri je vztrajal, da je pogodba neveljavna, ker ni imela podpore večine ljudstva Cherokee. Senat je "Pogodbo iz New Echote" sprejel z enim glasom razlike. V zakon je bila sprejeta maja 1836.
Dve leti pozneje je predsednik Martin Van Buren ukazal 7.000 zveznim vojakom in državni milici pod generalom Winfield Scottom, naj vstopijo na ozemlje Cherokeejev in izselijo pleme. Več kot 16.000 Cherokeejev je bilo prisilno preseljenih proti zahodu na Indijansko ozemlje v letih 1838–1839, kar je znano kot Pot solz ali v Cherokeeju ᏅᎾ ᏓᎤᎳ ᏨᏱ ali Nvna Daula Tsvyi (Pot, kjer so jokali), čeprav je opisano z drugo besedo Tlo-va-sa (Odstranitev). Med pohodom, dolgim več kot 800 mi (1.300 km) čez Tennessee, Kentucky, Illinois, Missouri in Arkansas, so ljudje trpeli zaradi bolezni, izpostavljenosti in lakote in kar 4.000 jih je umrlo, kar je skoraj petina prebivalstva. Ker so bili nekateri Cherokeeji lastniki sužnjev, so s seboj zahodno od Mississippija vzeli zasužnjene črnce. Tudi poročeni Evropejci in misijonarji so hodili po Poti solz. Ross je ohranil ostanek neodvisnosti z dogovorom o dovoljenju za Cherokeeje, da sami izvedejo svojo odstranitev pod nadzorom ZDA.
V skladu s plemenskim "krvnim zakonom", ki je predpisoval smrtno kazen za Cherokeeje, ki so prodajali zemljo, je Rossov sin organiziral umor voditeljev "Pogodbene stranke". 22. junija 1839 je skupina petindvajsetih Rossovih privržencev umorila majorja Ridgea, Johna Ridgea in Eliasa Boudinota. V skupini so bili Daniel Colston, John Vann, Archibald, James in Joseph Spear. Boudinotov brat Stand Watie se je tistega dne boril in preživel, pobegnil je v Arkansas.
Leta 1827 je Sequoyah vodil delegacijo starih naseljencev v Washington, D.C., da bi se pogajal o zamenjavi arkansaške zemlje za zemljo v Indijanskem ozemlju. Po Poti solz je pomagal posredovati pri delitvah med starimi naseljenci in rivalskimi frakcijami novejših prišlekov. Leta 1839 je Sequoyah kot predsednik Zahodnih Cherokeejev podpisal Akt o uniji z Johnom Rossom, ki je ponovno združil obe skupini naroda Cherokee.

##### Vzhodna skupina
Čeroki, ki so živeli ob reki Oconaluftee v "Great Smoky Mountains", so bili najbolj konservativni in izolirani od evropsko-ameriških naselij. Zavrnili so reforme naroda Čerokijev. Ko je vlada Čerokijev leta 1819 odstopila vsa ozemlja vzhodno od reke Little Tennessee v Severni Karolini, so se umaknili iz naroda. William Holland Thomas, beli lastnik trgovine in državni zakonodajalec iz Jackson County, North Carolina, je pomagal več kot 600 Čerokijem iz Qualla Town pridobiti državljanstvo Severne Karoline, kar jih je oprostilo prisilne odstranitve. Več kot 400 Čerokijev se je bodisi skrivalo pred zveznimi četami v oddaljenih gorah Snowbird, pod vodstvom Tsalija (ᏣᎵ), ali pa so pripadali nekdanjemu območju Valley Towns okoli reke Cheoah River, ki so se pogajali z državno vlado, da ostanejo v Severni Karolini. Dodatnih 400 Čerokijev je ostalo v rezervatih v jugovzhodnem Tennesseeju, severni Georgiji in severovzhodni Alabami, kot državljani svojih zveznih držav. Večinoma so bili mešane rase in ženske Čerokijev, poročene z belci. Skupaj so te skupine bile predniki zvezno priznanega "Eastern Band of Cherokee Indians" in nekaterih državno priznanih plemen v okoliških državah.

#### Državljanska vojna
Glej tudi: Ameriška državljanska vojna
Ameriška državljanska vojna je bila uničujoča tako za vzhodne kot za zahodne Čerokije. Vzhodna skupina, ki ji je pomagal William Thomas, je postala Thomasova legija Čerokijev in gorjanov, ki se je borila za Konfederacijo v ameriški državljanski vojni. Čeroki na indijanskem ozemlju so se razdelili na frakcije Unije in Konfederacije.
Stand Watie, vodja stranke Ridge, je leta 1861 ustanovil polk za konfederacijsko vojsko. Johna Rossa, ki je nerad privolil v zavezništvo s Konfederacijo, so leta 1862 zajele zvezne čete. Živel je v samonaloženem izgnanstvu v Filadelfiji, podpirajoč Unijo. Na indijanskem ozemlju je nacionalni svet tistih, ki so podpirali Unijo, leta 1863 glasoval za odpravo suženjstva v narodu Čerokijev, vendar niso bili večinski lastniki sužnjev in glasovanje je imelo majhen vpliv na tiste, ki so podpirali Konfederacijo.
Watie je bil izvoljen za glavnega poglavarja prokonfederacijske večine. Watie, mojster hitrih konjeniških taktik, se je boril proti Čerokijem, zvestim Johnu Rossu, in zveznim četam na Indijanskem ozemlju in Arkansasu, zajemal je oskrbovalne vlake Unije in parnike ter rešil konfederacijsko vojsko z zaščito njihovega umika po bitki pri Pea Ridge marca 1862. Postal je brigadni general Konfederativne države; edini drugi ameriški Indijanec, ki je imel ta čin v ameriški državljanski vojni, je bil Ely S. Parker z vojsko Unije. 25. junija 1865, dva meseca po tem, ko se je Robert E. Lee predal pri Appomattoxu, je Stand Watie postal zadnji konfederacijski general, ki se je predal.

#### Rekonstrukcija in pozno 19. stoletje
Po državljanski vojni je vlada ZDA zahtevala od naroda Cherokee, da podpiše novo pogodbo, zaradi njihovega zavezništva s Konfederacijo. ZDA so zahtevale, da pogodba iz leta 1866 predvideva emancipacijo vseh sužnjev Cherokee in polno državljanstvo vsem Cherokee osvobojencem in vsem črncem, ki so se odločili, da bodo še naprej prebivali na plemenskih ozemljih, tako da bodo "imeli vse pravice domorodnih Cherokeejev." Tako pred kot po državljanski vojni so se nekateri Cherokeeji poročali ali imeli razmerja z Afroameričani, tako kot z belci. Mnogi osvobojeni Cherokeeji so bili politično aktivni znotraj plemena.
Vlada ZDA je pridobila tudi pravice do stvarne služnosti zahodnega dela ozemlja, ki je postalo "Oklahoma Territory" za gradnjo železnic. Razvoj in naseljenci so sledili železnicam. Do poznega 19. stoletja je vlada verjela, da bi bilo domorodcem bolje, če bi vsaka družina imela svojo zemljo. "Dawes Act" iz leta 1887 je predvideval razdelitev skupne plemenske zemlje na posamezne gospodinjske parcele. Domorodci so bili registrirani na Dawesovih seznamih in jim je bila dodeljena zemlja iz skupne rezerve. Vlada ZDA je preostanek plemenske zemlje štela za "presežek" in jo prodala posameznikom, ki niso bili Cherokeeji.
"Curtis Act of 1898" je razpustil plemenske vlade, sodišča, šole in druge civilne institucije. Za indijansko ozemlje je to pomenilo ukinitev sodišč in vladnih sistemov Cherokeejev. To je bilo videti kot nujno, preden bi se ozemlja Oklahoma in Indijansko ozemlje lahko sprejela kot združena država. Leta 1905 je "Pet civiliziranih plemen" iz "Indian Territory" predlagalo ustanovitev "State of Sequoyah" kot izključno domorodske, vendar niso dobili podpore v Washingtonu, D.C.. Leta 1907 sta "Oklahoma Territory" in "Indijansko ozemlje" vstopili v unijo kot zvezna država Oklahoma.
Do poznega 19. stoletja so vzhodni Cherokeeji delali pod omejitvami segregirane družbe. Po rekonstrukciji so konservativni beli demokrati ponovno pridobili moč v Severni Karolini in drugih južnih državah. Nadaljevali so z učinkovitim odvzemom volilne pravice vsem črncem in mnogim revnim belcem z novimi ustavi in zakoni, povezanimi z registracijo volivcev in volitvami. Sprejeli so "Jim Crow laws", ki so družbo delili na "bele" in "obarvane", predvsem za nadzor nad osvobojenimi sužnji. Cherokeeji in drugi domorodci so bili razvrščeni na obarvano stran in so trpeli enako rasno segregacijo in odvzem volilne pravice kot nekdanji sužnji. Pogosto so izgubili tudi svojo zgodovinsko dokumentacijo za identifikacijo kot Indijanci, ko so jih južne države razvrstile kot obarvane. Črnci in domorodci niso imeli svojih ustavnih pravic kot državljani ZDA uveljavljenih, dokler po "Civil Rights Movement" ni bila sprejeta zakonodaja o državljanskih pravicah sredi 60. let prejšnjega stoletja, in zvezna vlada ni začela nadzorovati registracije volivcev in volitev, kot tudi drugih programov.

#### Status plemenske zemljiške pristojnosti
9. julija 2020 je Vrhovno sodišče Združenih držav Amerike odločilo v zadevi "McGirt proti Oklahomi" odločitev v primeru kazenske pristojnosti, da približno polovica ozemlja zvezne države Oklahoma, ki jo sestavljajo plemenske skupnosti, kot so Cherokee, uradno spada pod pristojnost indijanskih plemenskih ozemelj. Guverner Oklahome Kevin Stitt, sam državljan Cherokee Nation, je poskušal razveljaviti odločitev vrhovnega sodišča. Naslednje leto zvezna država Oklahoma ni mogla blokirati zveznega ukrepa za podelitev statusa rezervata Cherokee Nation – skupaj z narodi Chickasaw, Choctaw, Muscogee (Creek) in Seminoli.

## Zgodovina prebivalstva
John R. Swanton našteva 201 vasi in mest Cherokee. Cherokee so imeli 6.000 bojevnikov (in torej okoli 30.000 ljudi) v letih 1730–35 po Johnu Adairu. Leta 1738 so imeli tudi 6.000 bojevnikov, vendar se je število zmanjšalo na 5.000 leta 1740 (po Ga. Hist. Coll., II). Polkovnik James Oglethorpe potrjuje, da so imeli 5.000 bojevnikov leta 1739 (Ga. Coll. Rec., V). Tudi po Ga. Coll. Rec., V jih je epidemija zmanjšala "za skoraj polovico" leta 1738, vendar ta vir ne navaja, koliko jih je bilo pred epidemijo. Morda ta vir pretirava z žrtvami, ki jih je povzročila ta epidemija, in je dejansko umrlo le okoli 1.000 bojevnikov. Arthur Dobbs je ocenil moč bojevnikov Cherokee leta 1755 na 2.590 (vendar je W. Douglas približno ob istem času poročal o 6.000 bojevnikih). Leta 1761, kmalu po koncu Anglo-Cherokee vojne, je bilo 2.300 bojevnikov po Johnu Adairu. Do leta 1768 se je njihovo število povrnilo na 3.000 bojevnikov, in B. R. Carroll v "Zgodovinskih zbirkah Južne Karoline" je tudi poročal, da so imeli 3.000 bojevnikov. Do leta 1819 je bilo 4.000 bojevnikov (in torej okoli 20.000 ljudi – vključno z okoli 5.000 zahodno od Mississippija). George Catlin je leta 1832, pred njihovo preselitvijo, ocenil 22.000 Cherokeejev. Toda po poročilu komisarja za indijanske zadeve z dne 25. novembra 1841 je bilo število Cherokeejev, ki so bili že preseljeni zahodno od Mississippija (v Oklahomo, Indijansko ozemlje), 25.911. Henry Schoolcraft je leta 1857 poročal o 21.707 Cherokeejih. Indian Affairs 1861 je poročal o 22.000. Popis, objavljen leta 1886, je štel 23.000 Cherokeejev v Oklahomi (Indijansko ozemlje) od leta 1884. Indian Affairs je leta 1890 poročal o okoli 25.000 med zahodnimi Čerokezi (v Oklahomi) in v letih 1884 in 1889 okoli 3.000 med vzhodnimi Čerokezi. Nacionalni popis Čerokezov iz leta 1890 v Oklahomi je pokazal, da je bilo pod čerokeškim zakonom skupno število naroda 25.978. Leta 1900 jih je bilo v Oklahomi 35.000. Po besedah Jamesa Mooneya (ki ga citira Frederick Webb Hodge) je večina prejšnjih ocen čerokeškega prebivalstva verjetno prenizka, saj so Čerokezi zasedali tako obsežno ozemlje, da je le del njih prišel v stik z belci. Indian Affairs 1910 je poročal, da je leta 1910 v Oklahomi živelo 41.701 Čerokezov, vključno s 36.301 po krvi, 286 po poroki in 4.917 osvobojenih sužnjev. Medtem ko je popis iz leta 1910 štel 31.489 Čerokezov.
V popisu leta 2020 je skupno 1.130.730 ljudi trdilo, da imajo čerokeške prednike. Vendar je odstotek polnokrvnih posameznikov verjetno zelo nizek, glede na to, da je Vzhodna skupnost indijancev Čerokezi poročala, da ima le 395 polnokrvnih članov. Morda je večje število polnokrvnih posameznikov med "Združeno skupnostjo Indijancev Keetoowah" in med "Cherokee Nation".

## Kultura

### Duhovnost
Čerokezi verjamejo, da je svet razdeljen na dve glavni duhovni sili: "rdečo" (vojna, uspeh, mladost) in "belo" (mir, introspekcija, starost).

### Poroka
Pred 19. stoletjem je bila poligamija pogosta med Čerokezi, zlasti med elitnimi moškimi. Matrilinearna kultura je pomenila, da so ženske nadzorovale lastnino, kot so njihova bivališča, in njihovi otroci so bili rojeni v klan svoje matere, kjer so pridobili dedni status. Napredovanje na vodilna mesta je bilo na splošno odvisno od odobritve ženskih starešin. Poleg tega je bila družba matrifokalna; običajno je poročen par živel z družino ženske ali blizu nje, da bi ji lahko pomagale njene ženske sorodnice. Njen najstarejši brat je bil pomembnejši mentor njenim sinovom kot njihov oče, ki je pripadal drugemu klanu. Tradicionalno so se pari, zlasti ženske, lahko prosto ločili.
Nenavadno je bilo, da bi se moški Čerokez poročil z evropsko-ameriško žensko. Otroci takšne zveze so bili v slabšem položaju, saj ne bi pripadali narodu. Rodili bi se zunaj klanov in tradicionalno niso bili obravnavani kot državljani Čerokezov. To je posledica matrilinearnosti čerokeške kulture. Ko so Čerokezi v začetku 19. stoletja začeli sprejemati nekatere elemente evropsko-ameriške kulture, so poslali elitne mlade moške, kot sta John Ridge in Elias Boudinot, v ameriške šole na izobraževanje. Ko se je Ridge poročil z evropsko-ameriško žensko iz Connecticuta in se je Boudinot zaročil z drugo, je Čerokeški svet leta 1825 sprejel zakon, ki je otroke takšnih zvez določil za polnopravne državljane plemena, kot da bi bile njihove matere Čerokinje. To je bil način za zaščito družin moških, ki naj bi bili vodje plemena.
V poznem devetnajstem stoletju je vlada ZDA uvedla nove omejitve za poroke med Čerokezi in ne-Čerokezi, čeprav so bile še vedno razmeroma pogoste. Evropsko-ameriški moški se je lahko zakonito poročil s Čerokeško žensko tako, da je vložil prošnjo na zvezno sodišče, potem ko je pridobil odobritev desetih njenih krvnih sorodnikov. Ko je bil poročen, je imel moški status "poročenega belca", člana plemena Čerokezov z omejenimi pravicami; na primer, ni mogel opravljati nobene plemenske funkcije. Ostal je državljan Združenih držav in podrejen njihovim zakonom. Skupne zakonske zveze so bile bolj priljubljene. Takšni "poročeni belci" so bili navedeni v ločeni kategoriji v registrih Dawes Rolls, pripravljenih za dodelitev zemljišč posameznim gospodinjstvom članov plemena, v zgodnji dvajsetega stoletja zvezni politiki za asimilacijo domorodnih Američanov.

### Definicija etnobotanike
Etnobotanika je študija medsebojnih odnosov med ljudmi in rastlinami; vendar pa sedanja uporaba izraza pomeni študijo avtohtonega ali tradicionalnega znanja o rastlinah. Vključuje avtohtono znanje o razvrščanju rastlin, gojenju in uporabi kot hrana, zdravila in zatočišče.

### Spolne vloge
Moški in ženske so v čerokeški družbi zgodovinsko igrali pomembne, čeprav včasih različne vloge. Zgodovinsko gledano so bile ženske predvsem glave gospodinjstev, lastnice doma in zemlje, kmetice družinske zemlje in "matere" klanov. Kot v mnogih kulturah domorodnih Američanov so čerokeške ženske cenjene kot dajalke življenja. Kot dajalke in negovalke življenja z rojstvom in gojenjem rastlin ter vodje skupnosti kot klanske matere so ženske tradicionalno vodje skupnosti v čerokeških skupnostih.Nekateri so služili kot bojevniki, tako zgodovinsko kot v sodobni kulturi v vojaški službi. Ženske Cherokee so veljale za ohranjevalke tradicije in odgovorne za ohranjanje kulture.
Ponovna opredelitev spolnih vlog v družbi Cherokee se je prvič zgodila v obdobju med letoma 1776 in 1835. To obdobje, ki ga je zaznamovala De Sotova odprava in kasnejša invazija, je sledila ameriška revolucija leta 1776 in se je končalo s podpisom "Treaty of New Echota" leta 1835. Namen te ponovne opredelitve je bil vsiliti evropske družbene standarde in norme ljudem Cherokeejem. Dolgotrajni učinek teh praks je reorganiziral oblike vladanja Cherokeejev v družbo, v kateri prevladujejo moški, kar je vplivalo na narod več generacij. Miles trdi, da so bili beli agenti glavni odgovorni za spreminjanje stališč Cherokeejev do vloge žensk v politiki in domačih prostorih. Te "bele agente" bi lahko identificirali kot bele misijonarje in belenaseljence, ki so iskali "manifest destiny". Do časa preselitve sredi 1830-ih so moški in ženske Cherokee začeli izpolnjevati različne vloge in pričakovanja, kot jih je določil program "civilizacije", ki sta ga promovirala ameriška predsednika Washington in Jefferson.
Čeprav obstaja zapis o ne-domorodnem popotniku iz leta 1825, ki je opazil, kar je štel za "moške, ki so prevzeli obleko in opravljali dolžnosti žensk", ta opazovalec ni bil seznanjen s tem, kako so se oblačili domorodci v tej regiji. Ni dokazov o tem, kar bi danes veljalo za posameznike "two-spirit" v družbi Cherokee; to je na splošno značilno za matriarhalne in matrilinealne kulture, saj se vloge tretjega spola običajno najdejo v patriarhalnih družbah in kulturah z bolj togimi spolnimi vlogami.

### Suženjstvo
Suženjstvo je bilo sestavni del družbe Cherokee pred evropsko kolonizacijo, saj so pogosto zasužnjevali sovražne ujetnike, zajete med konflikti z drugimi domorodnimi plemeni. Po njihovem ustnem izročilu so Cherokeeji suženjstvo obravnavali kot posledico posameznikovega neuspeha v vojni in kot začasen status, do izpustitve ali posvojitve sužnja v pleme. Med kolonialno dobo so naseljenci iz Karoline v poznem 17. in zgodnjem 18. stoletju kupovali ali prisilno zasužnjevali Čerokeze. Russell (2002) str. 70. Ray (2007) str. 423, pravi, da je bil vrhunec zasužnjevanja Indijancev med letoma 1715 in 1717; končalo se je po revolucionarni vojni. Čerokezi so bili tudi med indijanskimi ljudstvi, ki so trgovcem prodajali indijanske sužnje za delo v Virginiji in severneje. Ujeli so jih med napadi na sovražna plemena.
Ko so Čerokezi začeli sprejemati nekatere evro-ameriške običaje, so začeli kupovati zasužnjene črnce, da bi služili kot delavci na njihovih kmetijah ali plantažah, ki so jih imele nekatere elitne družine v predvojnih letih. Ko so bili Čerokezi prisilno odstranjeni na Poti solz, so s seboj vzeli sužnje in jih pridobili še v Indijanskem ozemlju.